# ロバート・ワトソン＝ワット

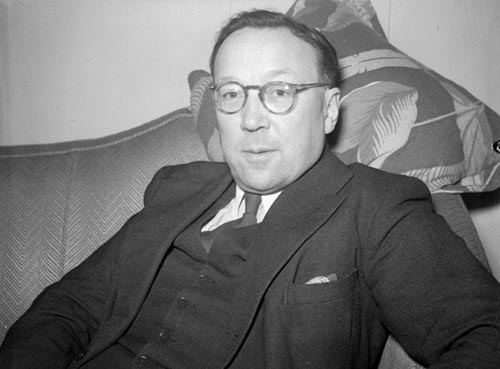
Robert Watson-Watt

ロバート・ワトソン=ワット（Sir Robert Alexander Watson-Watt、1892年4月13日 - 1973年12月5日）は、イギリスの無線通信・レーダーの研究家で、連合国側の防空レーダー発明者である。

## 生涯
スコットランドのアンガスに生まれた。ジェームズ・ワットの子孫であると本人は主張（en:Robert Watson-Watt#Early years）。当時セント・アンドルーズ大学の一部だったダンデー大学で工学を学び、ウィリアム・ペディーの助手になり、無線通信の研究を行った。1915年国の気象観測の機関に入り、雷雲の観測に無線通信の技術を応用する研究を行った。落雷で発生する電磁波を無線機で検出し、その方向を知るために指向性のアンテナと、蓄光性のオシロスコープを使うことにより、1923年には実用化された。その後国立物理研究所などで研究を続けた。
1934年、ナチス・ドイツが電磁波を使った殺人光線を開発したという話から、その実現可能性を政府に訊かれたワトソン=ワットはこれを否定した。1935年、電磁波による航空機の探知システムを航空省に提案した。秘密の実験が2月から行われ、その可能性が認められたので、4月には特許が認められた。6月には27kmまで探知でき、その年の終わりには探知距離は100kmまで伸びた。1937年までには迎撃システムを作り上げた。1941年には王立協会フェローに選出、レーダー研究を始めたアメリカに渡った。レーダーの開発の功績により1942年、ナイトとなり、50,000ポンドの報酬を与えられた。
1948年にヒューズ・メダル、1957年にエリオット・クレッソン・メダルを受賞した。
戦後はカナダやアメリカで暮らした後帰国し、インヴァネスで死去した。